# Pokryváč
Pokryváč (Hongaars: Pokrivács) is een Slowaakse gemeente in de regio Žilina, en maakt deel uit van het district Dolný Kubín.
Pokryváč telt 173 inwoners.